# Anthopteropsis insignis
Anthopteropsis insignis je jediný druh rodu Anthopteropsis dvouděložných rostlin z čeledi vřesovcovité. Vyskytuje se jako endemit výhradně v Panamě.